# 2024-es magyar labdarúgókupa-döntő
A 2024-es magyar labdarúgókupa-döntő a sorozat 81. döntője volt. A találkozót 2024.  május 15-én, a Puskás Arénában rendezték meg 51.900 néző előtt. A mérkőzést hosszabbításban 2–0-ra a Paksi FC nyerte meg, története során először.

## Út a döntőig
A sorozat döntőjébe a Paksi FC és a Ferencvárosi TC jutott be. Mind a két együttes a 8. fordulóban (ami a főtábla 3. fordulója volt) kapcsolódott be a kupa küzdelmekbe. A paksiak a nyolcaddöntőben kaptak először első osztályú ellenfelet (Újpest FC 2–1), míg a fővárosiak már a 9. fordulóban (Puskás Akadémia 4–3). A Paks a Kisvárda Master Good elleni 2–1-es győzelemmel, hazai pályán biztosította be a részvételét a döntőben. A Ferencváros az összecsapás időpontjában a másodosztály éllovasát, a Nyíregyháza Spartacust ejtette ki a döntőt megelőző utolsó körben, 2–1-s idegenbeli győzelmével.
| Paksi FC                    | Paksi FC            | Paksi FC            | Paksi FC            | Forduló       | Ferencvárosi TC                  | Ferencvárosi TC     | Ferencvárosi TC     | Ferencvárosi TC     |
| --------------------------- | ------------------- | ------------------- | ------------------- | ------------- | -------------------------------- | ------------------- | ------------------- | ------------------- |
| BKV Előre SC (NB III)       | 7–0 (i)             | 7–0 (i)             | 7–0 (i)             | 8. forduló    | Nagyecsed RSE (vármegye I)       | 8–0 (i)             | 8–0 (i)             | 8–0 (i)             |
| Budapest Honvéd FC (NB II)  | 2–2 (bün.: 5–4) (i) | 2–2 (bün.: 5–4) (i) | 2–2 (bün.: 5–4) (i) | 9. forduló    | Puskás Akadémia FC (NB I)        | 4–3 (h.u.) (h)      | 4–3 (h.u.) (h)      | 4–3 (h.u.) (h)      |
| Újpest FC (NB I)            | 2–1 (h.u.) (i)      | 2–1 (h.u.) (i)      | 2–1 (h.u.) (i)      | Nyolcaddöntők | Debreceni VSC (NB I)             | 1–1 (bün.: 5–3) (i) | 1–1 (bün.: 5–3) (i) | 1–1 (bün.: 5–3) (i) |
| Vasas FC (NB II)            | 5–2 (h.u.) (i)      | 5–2 (h.u.) (i)      | 5–2 (h.u.) (i)      | Negyeddöntők  | Diósgyőri VTK (NB I)             | 2–0 (i)             | 2–0 (i)             | 2–0 (i)             |
| Kisvárda Master Good (NB I) | 2–1 (h)             | 2–1 (h)             | 2–1 (h)             | Elődöntők     | Nyíregyháza Spartacus FC (NB II) | 2–1 (i)             | 2–1 (i)             | 2–1 (i)             |

Jelmagyarázat: h.u. = hosszabbítás után; bün. = büntetőpárbaj után;
Az eredmények az adott csapat szempontjából szerepelnek.

## Korábbi döntős részvételek
| Csapat      | Korábbi döntős részvételek |
| ----------- | --- |
| Paks        | 1 (2022) |
| Ferencváros | 33 (1912, 1913, 1922, 1927, 1928, 1931, 1932, 1933, 1935, 1942, 1943, 1944, 1958, 1966, 1972, 1974, 1976, 1977, 1978, 1979, 1986, 1989, 1991, 1993, 1994, 1995, 2003, 2004, 2005, 2015, 2016, 2017, 2022) |

Vastaggal jelölve a cím elnyerése

## A játékvezető
A kupadöntő játékvezetője a 40 éves Berke Balázs volt, akinek ez volt az első Magyar Kupa döntő, amin bíráskodott. Az idei kiírásban már vezetett egy találkozót, éppen az egyik mérkőző fél számára, mégpedig a Ferencváros–Puskás Akadémia összecsapást a legjobb 32 között, melyet a fővárosiak nyertek meg hosszabbításban 4–3 arányban. A sípmester munkáját Szert Balázs és Bornemissza Norbert mint asszisztensek segítik. A negyedik, tartalék játékvezető Káprály Mihály volt. A VAR szobában Erdős József mint videóbíró, Buzás Balázs mint videóbíró asszisztens és Szőts Gergely mint operátor működtek közre.

## A mérkőzés
| 2024. május 15. 19:30 |

| Paksi FC                                                                                               | 2 – 0 (h. u.)               | Ferencvárosi TC                             |
| --- | --------------------------- | ------------------------------------------- |
| Papp K. (1–0) 98' Haraszti (2–0) 120+2' Kinyik 16' Vécsei 38′ Könyves 45+1' Osváth 114' Szappanos 117' | (0–0, 0–0, 1–0) Jegyzőkönyv | 45+1′, 75′ Abena 90+1' Botka 112' Szevikjan |

| Puskás Aréna, Budapest Nézőszám: 51.900 Játékvezető: Berke Balázs Asszisztensek: Szert Balázs és Bornemissza Norbert |

| A 2023–2024-es MOL Magyar Kupa győztese |
| --------------------------------------- |
| Paksi FC 1. cím                         |

### Összeállítások
| Paks | Ferencváros |

|               |    |                  |           |           |
|               |    |                  |           |           |
| GK            | 1  | Szappanos Péter  | 117'      |           |
| DF            | 12 | Vas Gábor        |           |           |
| DF            | 2  | Kinyik Ákos      | 16'       |           |
| DF            | 24 | Lenzsér Bence    |           |           |
| MF            | 11 | Osváth Attila    | 114'      |           |
| MF            | 22 | Windecker József |           | 86'       |
| MF            | 21 | Papp Kristóf     |           |           |
| MF            | 5  | Vécsei Bálint    | 38′       |           |
| MF            | 30 | Szabó János      |           |           |
| FW            | 9  | Hahn János       |           | 72'       |
| FW            | 15 | Könyves Norbert  | 45+1'     | szünetben |
| Cserék:       |    |                  |           |           |
| GK            | 25 | Simon Barnabás   |           |           |
| FW            | 7  | Skribek Alen     |           |           |
| MF            | 8  | Balogh Balázs    | szünetben | 120'      |
| FW            | 10 | Haraszti Zsolt   | 120'      |           |
| FW            | 13 | Böde Dániel      | 72'       |           |
| DF            | 14 | Silye Erik       |           |           |
| MF            | 17 | Kocsis Bence     |           |           |
| DF            | 20 | Kovács Krisztián |           |           |
| MF            | 26 | Mezei Szabolcs   | 119'      |           |
| MF            | 27 | Szabó Bálint     | 86'       | 119'      |
| FW            | 29 | Tóth Barna       |           |           |
| DF            | 77 | Gévay Zsolt      |           |           |
| Vezetőedző:   |    |                  |           |           |
| Bognár György |    |                  |           |           |

|                   |    |                         |            |      |
|                   |    |                         |            |      |
| GK                | 1  | Varga Ádám              |            |      |
| DF                | 21 | Botka Endre             | 90+1'      |      |
| DF                | 22 | Myenty Abena            | 45+1′, 75′ |      |
| DF                | 27 | Ibrahim Cissé           |            |      |
| DF                | 17 | Eldar Ćivić             |            | 91'  |
| MF                | 80 | Habib Maïga             |            | 59'  |
| MF                | 7  | Ben Romdán              |            | 55'  |
| MF                | 20 | Traoré                  |            |      |
| MF                | 15 | Abu Fani                |            |      |
| MF                | 10 | Marquinhos              |            | 82'  |
| FW                | 19 | Varga Barnabás          |            | 82'  |
| Cserék:           |    |                         |            |      |
| GK                | 90 | Dibusz Dénes            |            |      |
| FW                | 11 | Kenan Kodro             | 55'        |      |
| MF                | 16 | Kristoffer Zachariassen | 82'        |      |
| DF                | 23 | Pászka Lóránd           |            |      |
| MF                | 25 | Cebrail Makreckis       |            |      |
| DF                | 31 | Henry Wingo             |            |      |
| MF                | 33 | Stjepan Lončar          | 59'        |      |
| DF                | 44 | Ismaël Aaneba           |            |      |
| MF                | 55 | Katona Bálint           |            |      |
| MF                | 76 | Lisztes Krisztián       | 82'        | 100' |
| FW                | 77 | Edgar Szevikjan         | 100'       | 112' |
| DF                | 99 | Cristian Ramírez        | 91'        |      |
| Vezetőedző:       |    |                         |            |      |
| Dejan Sztankovics |    |                         |            |      |

## Statisztikák
A mérkőzés statisztikái
| Paks     |                             | Ferencváros |
| -------- | --------------------------- | ----------- |
| 36%      | Labdabirtoklás              | 64%         |
| 2        | Gól                         | 0           |
| 2        | Szöglet                     | 9           |
| 89 (38%) | Támadások száma             | 148 (62%)   |
| 65 (73%) | Ebből veszélyes támadás     | 106 (73%)   |
| 3        | Kapura lövés                | 12          |
| 1        | Kaput nem talált lövés      | 4           |
| 2        | Kaput eltalált lövés        | 8           |
| 8        | Kapus védés                 | 2           |
| 4        | Sárga lap                   | 2           |
| 1        | Piros lap                   | 1           |
| 30,4 év  | Kezdőcsapatok átlagéletkora | 27,5 év     |